# Ariake Kambara
 (septembre 2016).
Pour les articles homonymes, voir Kambara.
Ariake Kambara (蒲原 有明), 15 mars 1876 – 3 février 1952, est le nom de plume d'un poète japonais et romancier actif au cours des ères Taishō et Shōwa du Japon.

## Jeunesse
Ariake Kambara naît à Tokyo d'un père ancien samouraï de la province de Higo, proche associé d'Etō Shimpei et actif durant la restauration Meiji. Son véritable nom est Hayao Kambara. Nouveau né il est tellement malade que ses parents attendent un an avant d'inscrire officiellement son nom auprès du gouvernement local. Il se rend à Tokyo en compagnie d'Ōki Takatō et de sa maîtresse en laissant sa femme à Higō.

## Carrière littéraire
Encore au collège, Kambara s'intéresse aux œuvres de Byron et Heine et commence à écrire de la poésie dans un style similaire. En 1894, il fonde avec Hayashida Shunchō et Yamagishi Kayō, une revue littéraire intitulée Ochibo Zōshi (« Notes d'un glaneur ») dans laquelle il publie en feuilleton son premier roman, « Village de montagne en automne » (秋の山ざと, Aki no Yamazato). Il échappe à la conscription durant la première guerre sino-japonaise car il échoue à l'examen physique
En 1898, il remporte le premier prix d'un concours organisé par le journal Yomiuri Shimbun avec son second roman « Grande miséricorde » (大慈悲, Daijihi), qui est très apprécié par l'un des juges, Ozaki Kōyō. Cependant, il renonce à la prose et décide de se consacrer uniquement à la poésie pour le reste de sa carrière littéraire.
Sa première anthologie, «  Jeunes feuilles » (草わかば, Kusawakaba), publiée en 1902, emprunte des thèmes des anciennes chroniques japonaises Kojiki et Fudoki. Cependant, le style de ses œuvres montre l'influence des poètes occidentaux comme John Keats et Dante Gabriel Rossetti. Il publie une deuxième anthologie de poésie lyrique intitulée Dokugen Aika en 1903. Dans cette anthologie, il inclut également la traduction en japonais d'œuvres de Keats dans laquelle il tente de suivre le schéma des rimes des sonnets originaux mais recours à de nombreux mots archaïques et difficiles.
Ariake dirige un salon d'écrivains populaires appelé Ryudōkai, inauguré en novembre 1904 par le critique d'art Iwamura Toru dans un restaurant français appelé Ryudōken dans le quartier Azabu à Tokyo. Kambara et Toru sont amis et le premier prend contact avec de nombreuses personnes du monde littéraire contemporain dont Kunikida Doppo, Katai Tayama, Shimazaki Tōson, Masamune Hakuchō dans ses fonctions de directeur du Ryudōken.
Dans sa quatrième anthologie, « Le recueil d'Ariake » (有明詩集, Ariaki Shu), publiée en 1922, il introduit le sonnet à 14 vers, jusqu'alors rarement utilisé dans la poésie moderne japonaise conventionnelle. Sa publication lui vaut la réputation d'être une figure de proue de la poésie symboliste japonaise. Toutefois, cela arrive à un moment où le monde littéraire se tourne rapidement vers le vers libre et comme Kambara refuse de s'adapter aux nouvelles tendances, il se retire progressivement de cercles littéraires.
En 1947, il publie son roman autobiographique, « les rêves appellent » (夢は呼び交わす, Yume wa yobi kawasu), qui est la dernière œuvre poétique de sa carrière, mais il continue à traduire des poètes européens ainsi qu'à rédiger des critiques littéraires.
En 1948, Ariake Kambara fait son entrée à l'Académie japonaise des arts.
Kambara déménage de Tokyo à Kamakura dans la préfecture de Kanagawa en 1919 mais est contraint de se déplacer à Shizuoka dans la préfecture éponyme après l'effondrement de sa maison lors du séisme de 1923 de Kantō. Il retourne à Kamakura en 1945 après que sa maison a été incendiée par le bombardement de Shizuoka (en) au cours de la Guerre du Pacifique. Il réside à Kamakura jusqu'à son décès en 1952 d'une pneumonie aigüe à l'âge de 76 ans.
À partir de 1945-1946, Kawabata Yasunari, futur lauréat du Prix Nobel de littérature est invité à demeure dans la maison d'Ariake Kambara à Kamakura.
La tombe du poète se trouve au Kenso-ji dans le district Moto-Azabu de l'arrondissement de Minoto à Tokyo.

## Source de la traduction
- (en) Cet article est partiellement ou en totalité issu de l’article de Wikipédia en anglais intitulé « Kambara Ariake » (voir la liste des auteurs).
- Notices d'autorité :   - VIAF
  - ISNI
  - IdRef
  - LCCN
  - GND
  - Japon
  - CiNii
  - Pays-Bas
  - Israël
  - NUKAT
  - WorldCat